# Hromové
Hromové (1636 m n. m.) je hora v Malé Fatře na Slovensku. Nachází se asi 5 km severozápadně od Šútova a 7 km jižně od Terchové na území okresu Žilina (Žilinský kraj). Leží v hlavním hřebeni Kriváňské části pohoří. Na severovýchodě sousedí s jižním vrcholem Sten (1572 m), který je oddělen Sedlem za Hromovým (asi 1550 m), a na jihozápadě s vrcholem Chleb (1646 m), který je oddělen Hromovým sedlem (asi 1590 m). Severozápadní skalnaté svahy spadající strmě do Vrátné doliny jsou chráněny v rámci Národní přírodní rezervace Chleb. Mírnější jihovýchodní svahy spadají do Šútovské doliny. Vrchol je dobrým rozhledovým bodem.

## Přístup
- po červené  značce ze Sedla za Hromovým
- po červené  značce ze Snilovského sedla přes Chleb

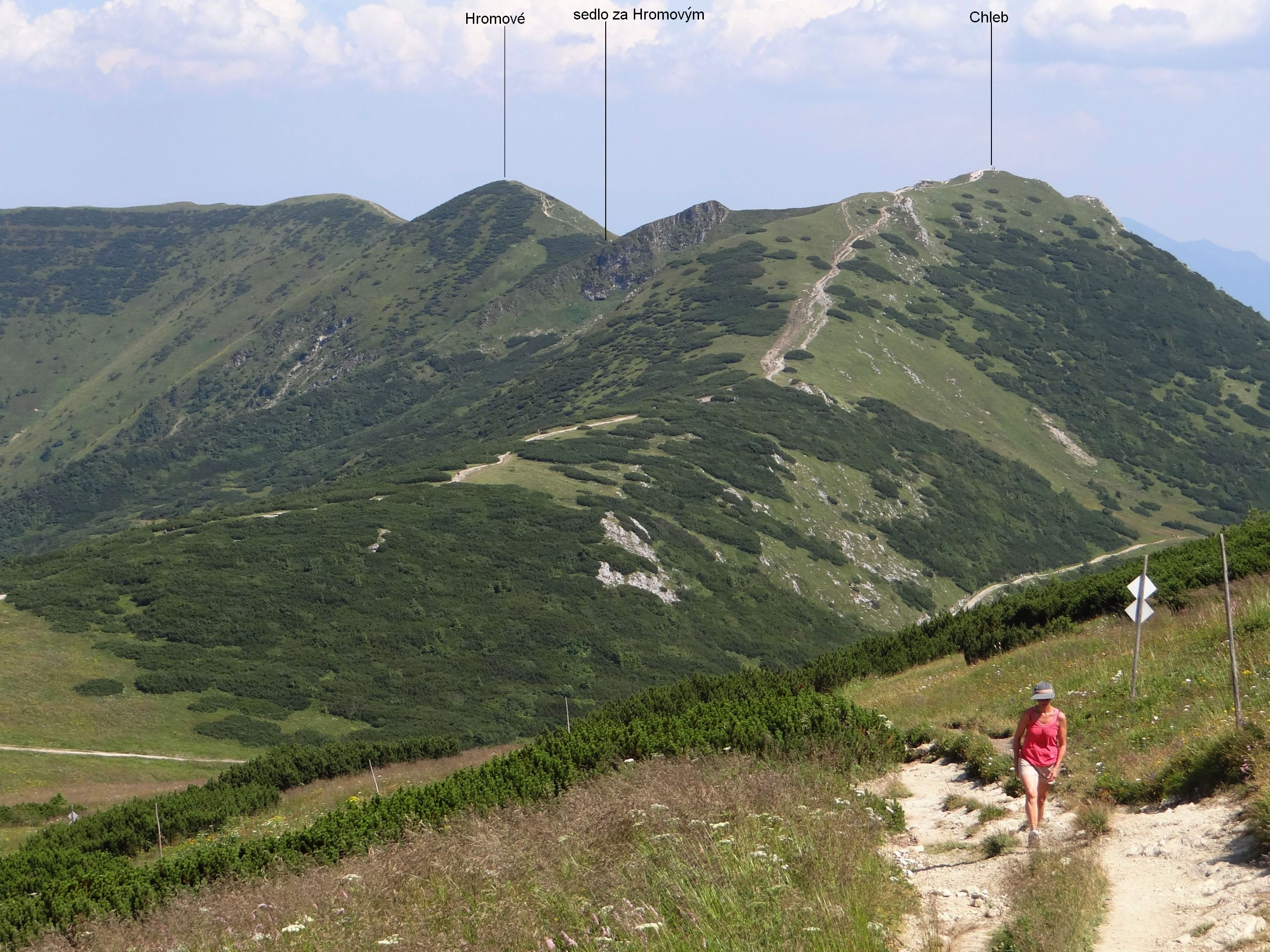
Hromové od Velkého Kriváně